# Pseudopanax lessonii
Pseudopanax lessonii är en araliaväxtart som först beskrevs av Dc., och fick sitt nu gällande namn av Karl Heinrich Koch. Pseudopanax lessonii ingår i släktet Pseudopanax och familjen araliaväxter. Inga underarter finns listade.

## Bildgalleri

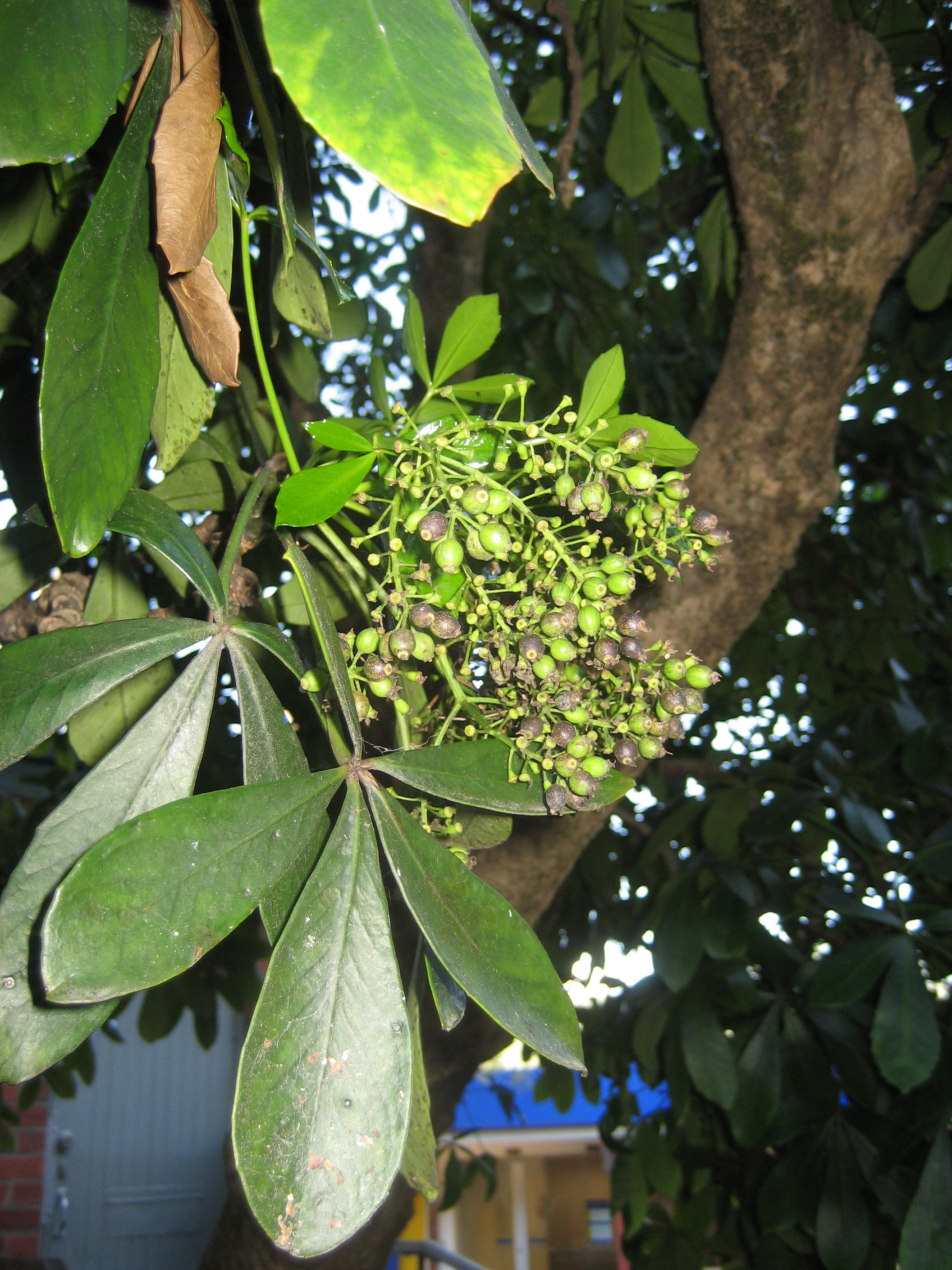